# باد شام

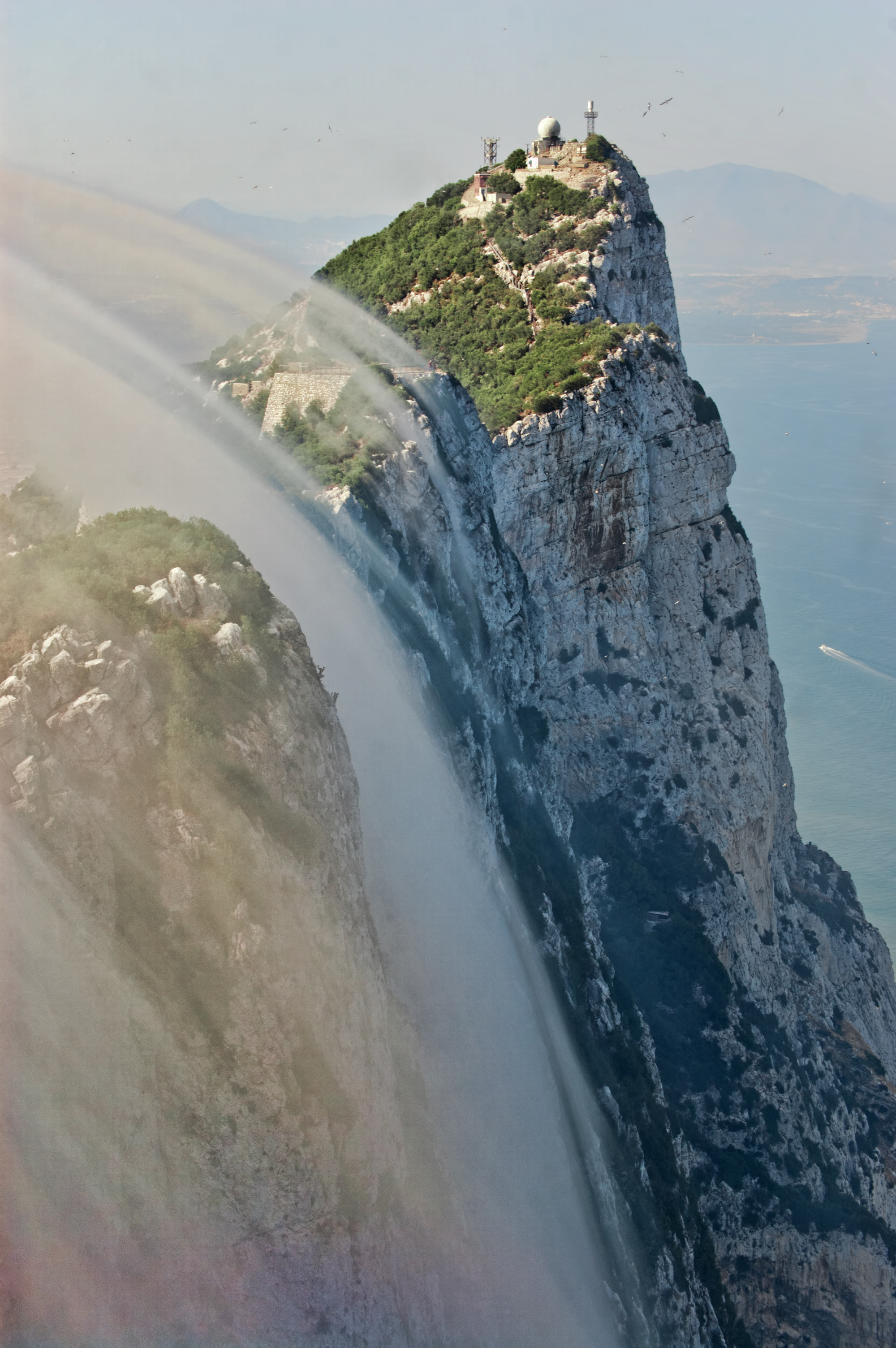
شکل‌گیری ابر شام در قسمت شرقی صخره جبل‌الطارق

باد شام یا خاوَرباد (انگلیسی: Levant) نام بادی است که در غرب مدیترانه و جنوب فرانسه می‌وزد.
خاستگاه این باد مرکز مدیترانه یا پیرامون جزایر بالئاریک است. این باد از آن نقاط به سمت غرب می‌وزد و بیشترین شدت آن زمانی است که از تنگه جبل‌الطارق می‌گذرد.
در باور عموم، محل آغاز وزش این باد سرزمین شام تصور می‌شود.